# Фіджійська область
Фіджійська область входить у Палеотропічне флористичне царство (Індо-Малезійське підцарство).
Область охоплює острови Санта-Крус, Нові Гебриди, Фіджі, Тонга, Самоа. У флору області входять примітивна ендемічна родина Degeneriaceae, близько 15 ендемічних родів і понад 70% ендемічних  видів.